# بنيامين إف. جيبسون
بنيامين إف. جيبسون (بالإنجليزية: Benjamin F. Gibson)‏ هو قاضي ومحامي أمريكي، ولد في 13 يوليو 1931 في سافورد ‏ في الولايات المتحدة.